# Hans Keller (general)
Hans Keller, nemški general in pravnik, * 21. junij 1891, Stuttgart, † 25. december 1979, Ravensburg.